# Potentiometer
 For alternative betydninger, se Pot.
Et potentiometer (uformelt en pot) er indenfor elektronik en komponent – en tre-terminal resistor (elektrisk modstand) med en glidende kontakt, så potentiometret f.eks. kan fungere som en variabel spændingsdeler.

Hvis kun to terminaler anvendes (en ende – og den glidende kontakt terminal) fungerer potentiometret som en variabel resistor også kendt som en variabel modstand, reguleringsmodstand, reostat.
Indenfor kredsløbsteori og måling er et potentiometer blot en spændingsdeler anvendt til at måle elektrisk potential (spænding); komponenten er en implementation efter samme princip, derfor dets navn.
Potentiometre er almindeligvis anvendt til at styre elektriske anordninger, såsom lydstyrkekontrol på lydudstyr. Potentiometre drevet af en mekanisme kan anvendes som en positionstransducer, f.eks. i et joystick eller en servomekanisme.
Potentiometre er sjældent anvendt til at styre betydeligt mere end f.eks. 1 watt, da den dissiperede effekt i potentiometret vil være af samme størrelsesorden som belastningen som styres. I stedet anvendes potentiometre til at styre et niveau af et analogt signal (f.eks. volumenkontrollen på lydudstyr), og som styre-input til elektriske kredsløb. For eksempel anvender en elnettilkoblet lysdæmper et potentiometer til at styre pulsbreddemodulationen af en TRIAC og styre på denne måde indirekte glødelampens lysstyrke.

## Tidlige patenter
- Thomas Edison US patent 131,334 , "Coiled resistance wire rheostat", issued 1872-9-17
- Mary Hallock-Greenewalt opfandt en type af ulinear rheostat til hendes visual-musik instrument, Sarabet (Skabelon:US patent reference) /dead link – need update/